# سونیک وال
سونیک وال (انگلیسی: SonicWall) شرکت فناوری اطلاعات آمریکایی است، که در سال ۱۹۹۱ تأسیس شد.